# Evangelische Kirche (Possenheim)

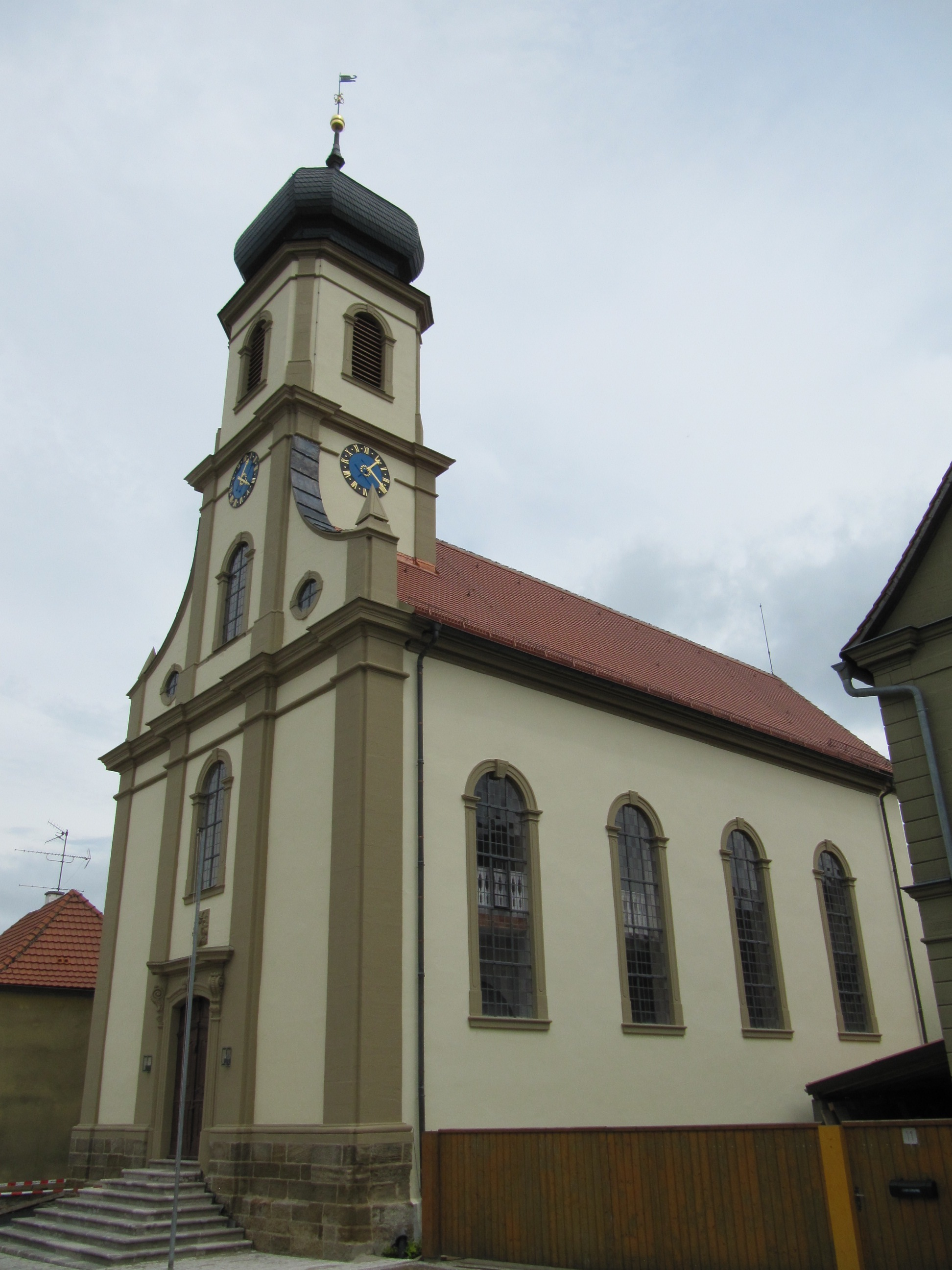
Die Kirche in Possenheim

Die Evangelische Kirche im unterfränkischen Possenheim ist das lutherische Gotteshaus des Iphöfer Ortsteils. Sie steht an der Kirchstraße inmitten des Ortes und gehört zum Dekanat Markt Einersheim.

## Geschichte
Die Geschichte der Kirche ist eng mit der ihrer Mutterpfarrei in Markt Einersheim verbunden. In den Quellen wurde im Jahre 1340 bereits eine Filiale der großen Parochie Einersheim in Possenheim erwähnt. Der Seelsorger aus „Eynersheymb“ wurde verpflichtet, in „Poßne“ Gottesdienst zu halten. Diese erste Nennung eines Gotteshauses lässt den Rückschluss zu, dass diese erste Kirche von Possenheim wahrscheinlich innerhalb einer Kirchenburg stand. Das Gotteshaus hatte keinen Turm, sondern lediglich einen Dachreiter, der zwischen 1684 und 1687 ersetzt wurde.
In Markt Einersheim führten die Herren von Limpurg-Speckfeld vor 1558 die Reformation ein und auch die Filialen, die unter dem Einfluss des Adelsgeschlechts standen, wurden lutherisch. Im Dreißigjährigen Krieg besetzte allerdings zeitweise der Iphöfer Amtskeller Johann Ott das Dorf und ließ wieder katholischen Gottesdienst in der Filialkirche feiern. Die Einwohner blieben weitgehend evangelisch und besuchten nun den Gottesdienst auf Burg Speckfeld. Erst nach dem Krieg wurde Possenheim endgültig evangelisch-lutherisch.
Noch bis ins 18. Jahrhundert blieb der Ort bei Markt Einersheim. Erst im Jahr 1710 stieg Possenheim zur selbstständigen Pfarrei auf. Am 1. August dieses Jahres erteilte Schenk Vollrath zu Limpurg-Speckfeld den Bewohnern die Erlaubnis, einen Pfarrer „in ihrem Fleckchen zu haben und zu behalten“. Das machte bald deutlich, dass das bisherige Gotteshaus zu klein für die Gemeinde geworden war und ab 1773 sammelten die Dorfbewohner für einen Neubau.
Im Jahr 1778 erhielt der würzburgische Landbaumeister Joseph Albert aus Wiesentheid den Bauauftrag für das heutige Kirchengebäude. Nach dem Abrissbeginn am 2. Mai 1781 fand am 27. August die Grundsteinlegung für den neuen Sakralbau statt. Der Rohbau mit Dach war am 17. August 1783 fertig. Es folgte die Innenausgestaltung. Nachdem auch Altar, Kanzel und Orgel geschaffen waren, konnte die Einweihung am 24. Oktober 1784 stattfinden.
1856 waren erstmals Renovierungen des Innenraums notwendig. Bis in die Mitte des 20. Jahrhunderts hatten die Possenheimer einen eigenen Pfarrer. Mit dem Ruhestand von Gustav Meyer im Jahr 1952 fiel die Kirche dem Seelsorgebereich des Pfarrers von Mönchsondheim zu. 
Bei der Renovierung 1963 wurde der Innenraum vollkommen umgestaltet. Einige Merkmale des Markgrafenstils verschwanden völlig. Beseitigt wurden die Emporen links und rechts sowie die Orgelempore über dem Altar. Die Orgel erhielt ihren heutigen Platz auf der Empore gegenüber dem Chor. 
Ab dem Jahr 1970 übernahm wiederum der alte Pfarrherr die Filiale: Nun wurden die Bewohner von Possenheim dem Markt Einersheimer Pfarrer zugeordnet. Im Jahr 1977 nahm man weitere Veränderungen vor, so wurde der Kirchturm des Gotteshauses neu gedeckt. Ein Jahr später, 1978, ließ die Gemeinde eine umfassende Außenrenovierung vornehmen. Die Kirche wird vom Bayerischen Landesamt für Denkmalpflege als Baudenkmal eingeordnet.

## Architektur
Die Ähnlichkeit mit der von Landbaumeister Albert kurze Zeit später errichteten Johanneskirche von Castell ist unverkennbar. Der Saalbau besitzt einen Fassadenturm und ist, anders als die Casteller Kirche, geostet. Er schließt mit einem dreiseitig geschlossenen Chor ab. Die Westfassade wird von mehreren Pilastern gegliedert, oberhalb des Portals zieht sich ein wenig profilierter Mittelrisalit bis hinauf in den Turm. Dieser schließt mit einer schlichten Zwiebelhaube ab. Das Langhaus durchlichten vier Rundbogenfenster.
Der Innenraum mit Elementen des Markgrafenstils besitzt abgerundete Ecken. Im Langhaus wird neuerlich die reiche Pilastergliederung verwendet, die im Chor nochmals aufgegriffen wird. Anders als in Castell ist der Deckenstuck nur äußerst sparsam ausgeführt. Dennoch überwiegen innen auch hier die Elemente des Klassizismus. Das Äußere der Kirche wird dagegen von barocken Elementen beherrscht.

## Ausstattung

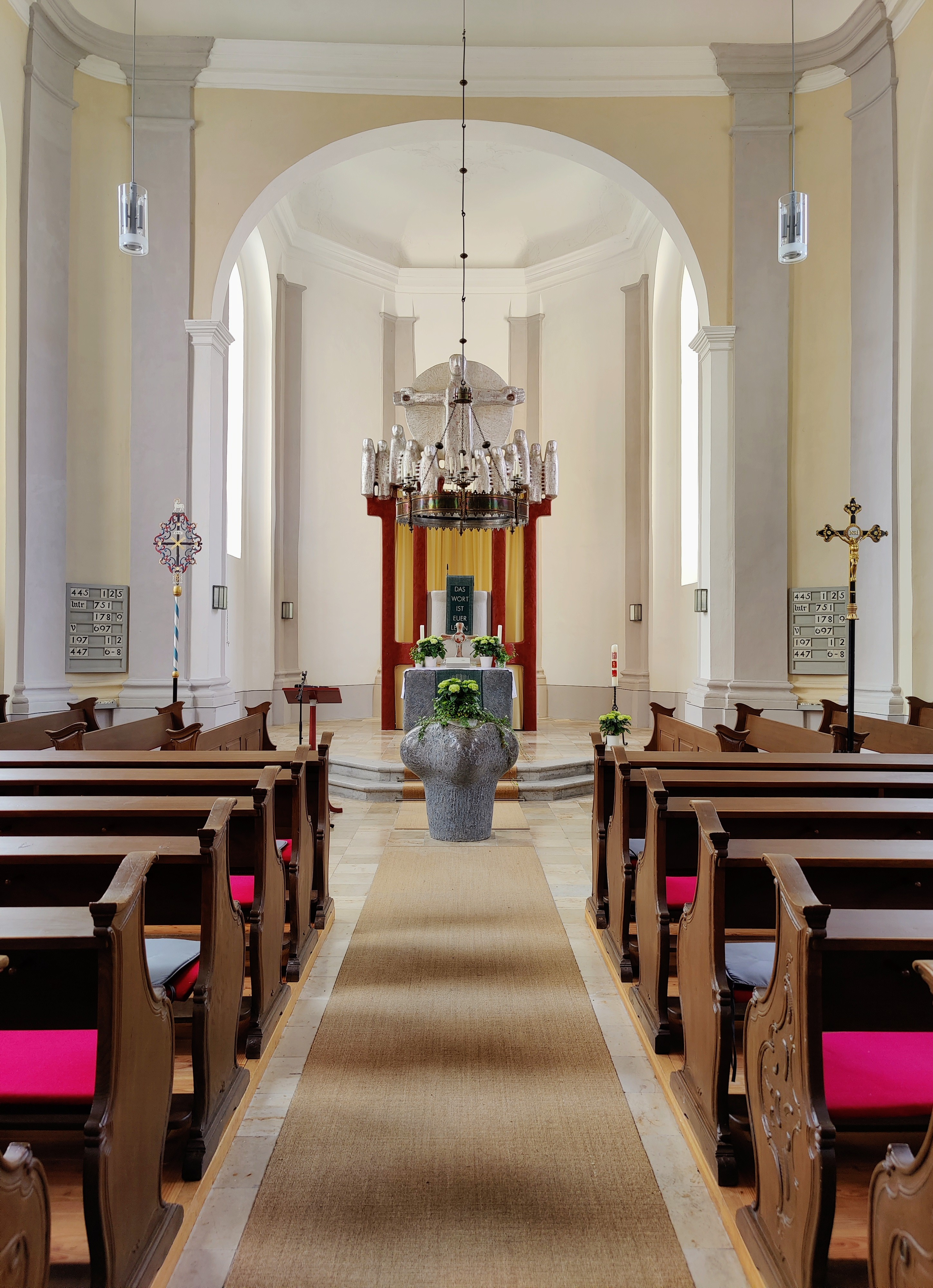
Innenraum (2021)

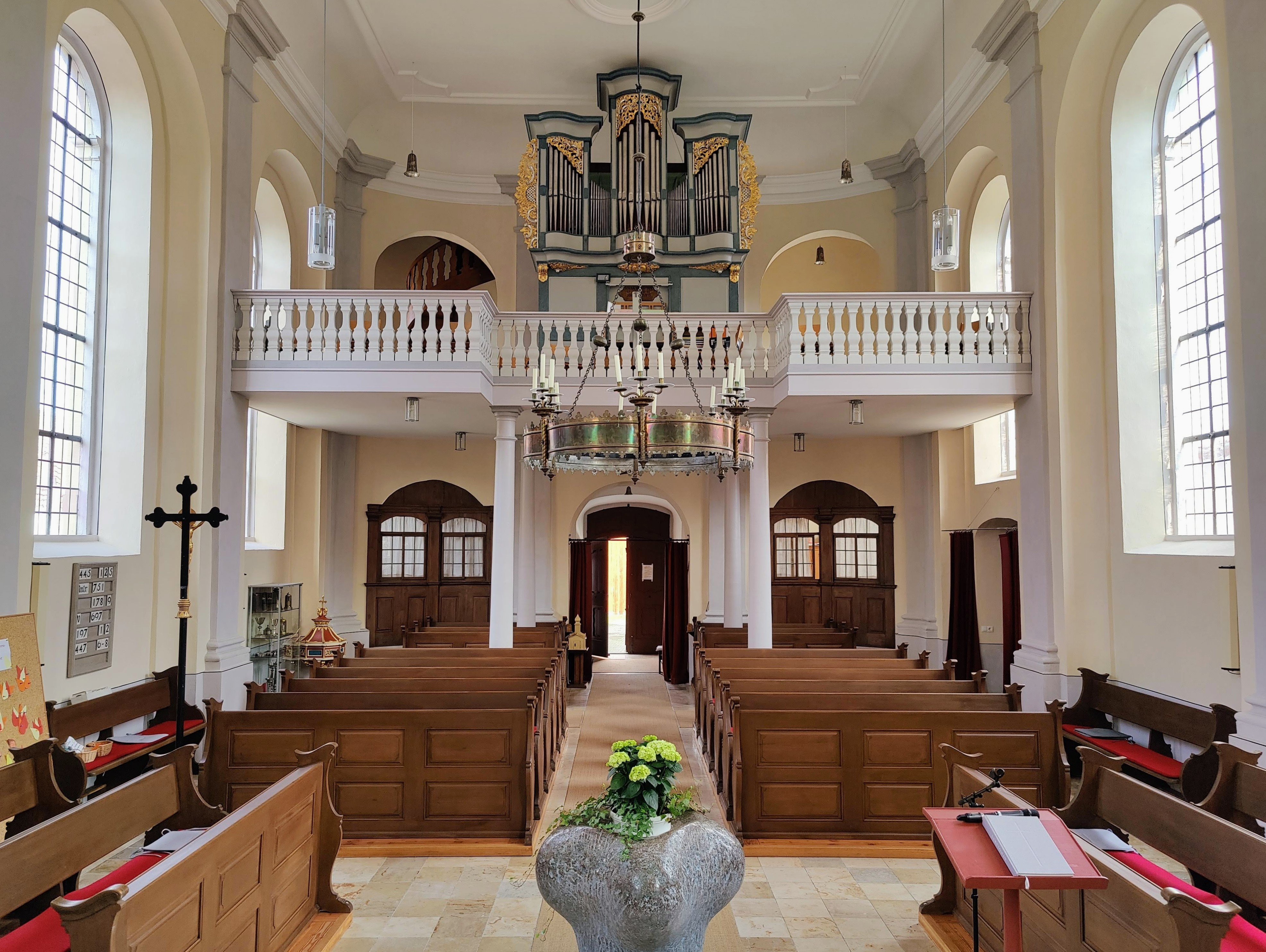
Blick zur Orgel

Nach einer umfassenden Neugestaltung des Innenraums in den 1960er Jahren ist die lutherische Kirche in Possenheim recht schlicht gehalten. So verkaufte man damals die Kanzel nach Lichtenstein, das heute zu Pfarrweisach gehört. Der Altar aus dem Jahr 1860 mit der Darstellung der Auferstehung wurde ebenfalls veräußert. Im Zweiten Weltkrieg hatten die Possenheimer die Kirchglocken zum Einschmelzen abgeben müssen, erst in den 1950er Jahren wurde für Ersatz gesorgt.
Der alte hölzerne Taufstein und der Kronleuchter wurden zwanzig Jahre später wiederentdeckt und in das Gotteshaus zurückgebracht. Allerdings hatte die Kirche inzwischen einen modernen Marmor-Taufstein erhalten, sodass der alte, achteckige Taufstein in Formen des Klassizismus einen weniger prominenten Platz im Langhaus erhielt. Der neue Altar beherrscht den Chor. Er wurde 1960 geschaffen und greift die alte Form des Kanzelaltars auf. Oberhalb eines schlichten Aufbaus bildet der Gekreuzigte den Abschluss.
Das älteste Ausstattungselement der Possenheimer Kirche ist die Orgel auf der hölzernen Westempore. Das Instrument wurde wohl vom Würzburger Hoforgelbauer Franz Ignaz Seuffert im Jahr 1794 gebaut, der weitere Werke in den Kirchen der Umgebung schuf. Es geht auf den Stifter Johann Sebastian Arnold zurück. Die Orgel wurde im Jahr 1860 von Johann Arnold überholt. Vor 1977 erfolgte ein Umbau durch die Gebr. Hey. Das Instrument mit 12 Registern präsentiert sich mit dem barocken Prospekt.